# Cowdray Hall

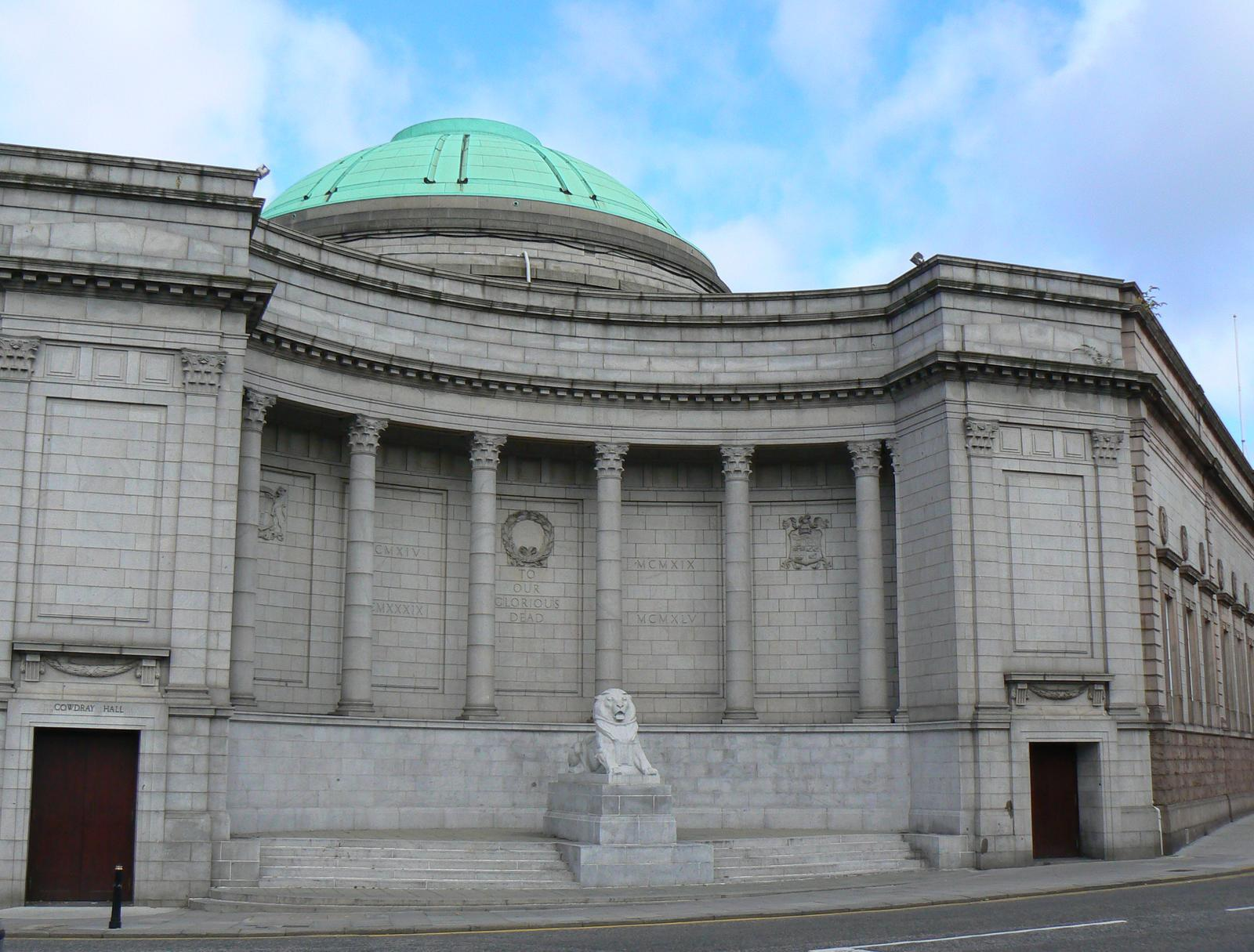
War Memorial an der Cowdray Hall

Cowdray Hall ist ein Konzertsaal in Aberdeen. Er befindet sich zusammen mit dem Aberdeen War Memorial, dem wichtigsten Kriegerdenkmal von Aberdeen, neben der verbundenen Aberdeen Art Gallery an der Ecke Schoolhill und Blackfriars Street im Zentrum der Stadt.
Das vom Architekten Alexander Marshall Mackenzie (1847–1933) entworfene Gebäude ist ein neoklassizistischer Granitbau mit einer flachen Kupferkuppel und wurde am 25. September 1925 von König George V. und Königin Mary eröffnet. Der Saal und die Orgel wurden von Weetman Pearson, 1st Viscount Cowdray (1856–1927) und Lady Cowdray gestiftet.
Das Kriegerdenkmal besteht aus zwei Teilen: innen, zwischen der Halle und der Kunstgalerie, befindet sich eine schlichte Kriegsgedenkhalle mit Gedächtnisbüchern, während außen eine viertelkreisförmige Kolonnade an der Ecke des Gebäudes dem Gedenken der Gefallenen der beiden Weltkriege gewidmet ist. Vor dieser liegt im Zentrum ein kunstvoll gearbeiteter Löwe aus grauem Kemnay-Granit, der von William MacMillan (1887–1927) entworfen und von Arthur Taylor ausgeführt wurde.